# Instituto Superior de Ciências Aplicadas
O Instituto Superior de Ciências Aplicadas (ISCA Faculdades), situada em Limeira no estado de São Paulo, Brasil foi fundado em 20 de maio de 1970.
[carece de fontes?], contando com seus cursos diversificados e, pouco encontrados no interior paulista, como: Serviço Social, Ciências sociais, Ciências Economicas e Direito, que se destacam como os cursos pioneiros do Instituto.
Além disso, dispõe de um amplo campus e várias quadras poliesportivas.

## Cursos de graduação
- Administração de Empresas
- Ciências Contábeis
- Ciências Econômicas
- Ciências Sociais
- Direito[1]
- Engenharia Ambiental
- Engenharia de Produção Elétrica
- Geografia
- Jornalismo
- Normal Superior
- Pedagogia
- Publicidade e Propaganda
- Química
- Serviço Social
- Turismo

## Cursos de pós-graduação
- Administração Financeira e Controladoria
- Direito Civil
- Docência no Ensino Superior
- Gestão Ambiental
- Gestão Marketing e Propaganda
- Psicopedagogia
- Recursos Humanos e Gestão de Pessoas